# 신미래당
신미래당(태국어: พรรคอนาคตใหม่ 팍 아나콧 마이[*]) 또는 미래전진당(영어: Future Forward Party 퓨쳐 포워드 파티[*])은 태국의 중도좌파 정당이였다. 사회민주주의, 진보주의, 자유민주주의 등을 표방 이념으로 내세우고 있으며, 군사독재에 반대한다. 2018년, 2019년 태국 총선거를 앞두고 태국의 기업인 타나톤 쯩룽르앙낏이 창당하였다. 해산 당시 태국에서 3번째로 큰 정당이자, 가장 큰 좌파 정당이고 제2야당이였다. 2020년 2월 태국 헌법재판소의 판결에 따라 해산되었다.

## 역사
2018년 3월 15일 태국에서 창당되었다. 신미래당은 2018년 9월 태국 선관위에 등록되어, 2019년 3월 열리는 선거에 참여하게 되었다. 2018년 5월 27일 타나톤 쯩룽르앙낏이 대표로 선출되었다. 쯩룽르앙낏 대표는 당대표 당선 이후 군사정권을 비판하며 새로운 태국은 민주적이고 사회주의적이여야한다는 입장을 발표했다.
2019년 총선에서 지지율은 5 ~ 7%대를 맴돌았으나, 쯩룽르앙낏 대표의 열린 태도와, 청년들의 열렬한 지지로 지지율이 늘어나 선거 직전에는 지지율이 16%에서 20%까지 올라갔다. 선호 총리도 쯩룽르앙낏 후보가 인민역량당 후보를 크게 앞서는것으로 나타났다. 독일식 정당명부제를 사용한 이 선거에서 신미래당은 17.95%를 득표했으며, 81명의 의석을 배분받았다. 지역구 의석을 30석 배출함으로서 전국구 정당으로서도 선방했다는 평가가 많다. 특히 기존 정당인 민주당을 앞질렀기 때문에, 당 내부에서는 자축하는 분위기가 많다.
2019년 11월, 타나톤 쯩룽르앙낏 대표가 의원직을 박탈당했다. 태국 대법원은 쯩룽르앙낏이 언론사를 소유한 기업인은 정치인이 될수 없다는 법을 들어 쯩룽르앙낏의 의원직을 박탈했으나, 쯩룽르앙낏 대표는 군사독재정권의 야당 탄압이라며 대법원의 판결을 비판했다. 제2야당 대표가 의원직을 잃은 이 사태로 인해 젊은층 사이에서는 군사정부에 대한 비토가 커지고 있으며, 태국 정치계도 흔들리고 있다. 최악의 경우 신미래당도 해체될수 있다는 말도 나오고 있다.
2020년 2월 20일 태국 헌법재판소는 신미래당이 정당법을 위반했다는 이유로 해산 명령을 내렸고, 다음날 신미래당은 해산되었다. 아울러 지도부 11명도 의원직을 잃었으며 이들에게 10년간 정치 활동 금지 명령도 내려졌다. 신미래당 소속 의원들은 30일 이내 타 정당으로 이적하지 않으면 의원직을 상실할 위기에 놓여 있다.
이후 태국 국가개발당으로 55명의 신미래당 의원들이 이적했으며, 태국 국가개발당은 전진당으로 당명을 바꾸었다. 이로서 전진당은 사실상 신미래당의 후신이 되었다.

## 이념
이념은 사회민주주의, 자유민주주의, 반-군사독재, 진보주의 등이다. 현 군사정권과 협조할 생각이 없는 정당이다. 타나톤 쯩룽르앙낏 대표는 대기업을 소유한 재벌 출신임에도 좌파적인 주장을 펼치고 있어 주목을 받고 있다. 쯩룽르앙낏 대표는 1997년 IMF 사태 이후 태국 경제가 신자유주의 정책으로 인해 무너졌으며 이에 대한 대안은 사회주의라고 주장했다. 사회적으로는 진보주의를 주장하고 군사독재정권에 가장 비판적인 정당이다. 3개 주요 정당에 반감을 가진 20~30대 청년들 사이에서 지지를 모으고 있다. 다만 보수적인 태국 정치환경상, 진보좌파적인 신미래당의 정치적 활동이 제약이 클수밖에 없다는 의견도 있다.

### 역대 대표
| 대수 | 이름              | 사진 | 취임            | 퇴임            |
| ---- | ----------------- | ---- | --------------- | --------------- |
| 1    | 타나톤 쯩룽르앙낏 |      | 2018년 5월 27일 | 2020년 2월 21일 |

### 역대 선거 결과
| 선거연도 | 득표수    | 득표율 | 의석수         | 비고    |
| -------- | --------- | ------ | -------------- | ------- |
| 2019년   | 6,254,726 | 17.95% | 81 / 500 (16%) | 제2야당 |